# تام یونسون
تام یونسون (انگلیسی: Tom Evenson؛ ۹ ژانویه ۱۹۱۰ – ۲۸ نوامبر ۱۹۹۷ (aged 87)) ورزشکار دو و میدانی اهل بریتانیا بود.